# André Messelis

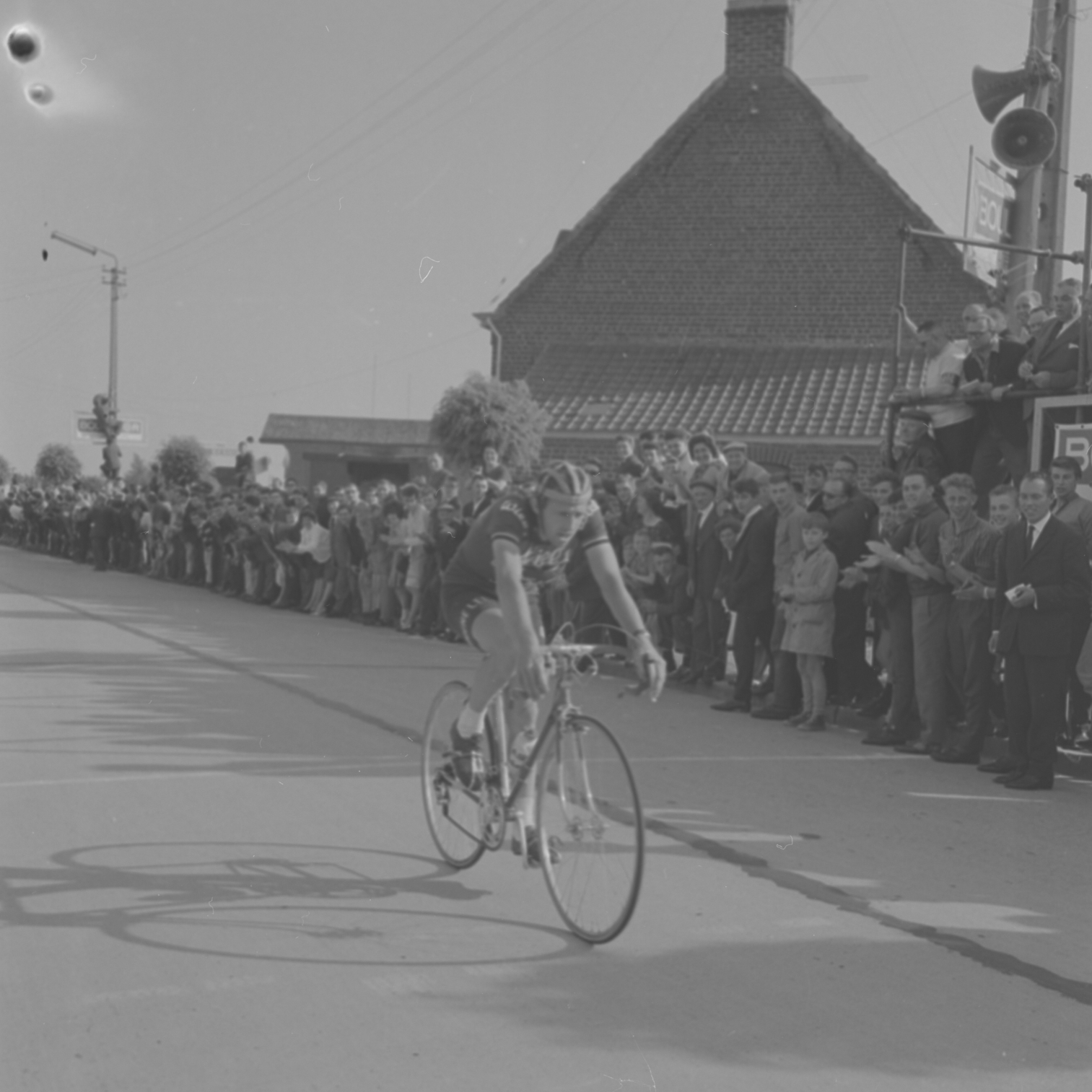
André Messelis (1964)

André Messelis (* 17. Februar 1931 in Ledegem; † 17. Februar 2022) war ein belgischer Radrennfahrer und nationaler Meister im Radsport.

## Sportliche Laufbahn
Als Amateur wurde er 1954 Dritter der Österreich-Rundfahrt hinter dem Sieger Adolf Christian.
1955 wurde Messelis Unabhängiger und 1957 Berufsfahrer im Radsportteam Wiel’s-Groene Leeuw. Er fuhr bis 1969 als Profi. 1955 siegte Messelis in der Belgien-Rundfahrt für Unabhängige mit einem Etappenerfolg. 1961 und 1962 gewann er das Eintagesrennen Omloop van Midden-Vlaanderen. Mit dem Erfolg im Etappenrennen Tour du Nord vor Benoni Beheyt und in den Rennen E3 Harelbeke, Kampioenschap van Vlaanderen und Flèche Hesbignonne–Cras Avernas wurde 1962 seine erfolgreichste Saison. 1963 folgte ein Sieg im Rennen Roubaix–Cassel–Roubaix und 1964 im Gullegem Koerse. 1963 wurde er Dritter bei den Vier Tagen von Dünkirchen.
Messelis bestritt alle Grand Tours. Die Tour de France 1960 beendete er auf dem 43. Rang des Endklassements, 1962 wurde er 39., 1963 schied er aus, 1966 belegte er den 52. Rang. In der Vuelta a España 1960 wurde er 12., 1961 11. und 1962 schied er aus. Im Giro d’Italia 1966 wurde er 32. 1967 wurde er 14. der UCI-Weltmeisterschaften im Querfeldeinrennen.

## Familiäres
Messelis starb an seinem 91. Geburtstag. Er war der Vater des Querfeldeinfahrers Ivan Messelis.